# Talento chileno
Talento chileno est une émission de télévision chilienne diffusée sur Chilevisión et présentée par Eva Gómez.

## Saisons
| Saison | Épisodes | Début             | Fin              | Vainqueur                                       | Présentation     | Jury                                                     |
| ------ | -------- | ----------------- | ---------------- | ----------------------------------------------- | ---------------- | -------------------------------------------------------- |
| 1      | 12       | 27 septembre 2010 | 13 décembre 2010 | Camila Silva                                    | Julián Elfenbein | Antonio Vodanovic Francisca García-Huidobro Rodrigo Díaz |
| 2      | 12       | 6 juin 2011       | 22 août 2011     | Ignacio Venegas                                 | Rafael Araneda   | Antonio Vodanovic Francisca García-Huidobro Rodrigo Díaz |
| 3      | 12       | 2012              | 2012             | Susana Sáez                                     | Rafael Araneda   | Antonio Vodanovic Francisca García-Huidobro Rodrigo Díaz |
| 4      | 12       | 7 octobre 2013    | 30 décembre 2013 | Carolina Llanos et Felipe Almonacid             | Eva Gómez        | Antonio Vodanovic Carolina de Moras Bombo Fica           |
| 5      | 12       | 8 avril 2014      | 25 juin 2014     | Hugo Macaya                                     | Eva Gómez        | Antonio Vodanovic Carolina de Moras Bombo Fica           |
| 6      | 12       | 5 mars 2015       | 27 mai 2015      | Cristofer Mera Samsara (Moins de 17 vainqueurs) | Eva Gómez        | Antonio Vodanovic Carolina de Moras Bombo Fica           |